# Дабог
Да́бог, или Дайбог (серб. Дабог / Dabog или Дајбог / Dajbog), — в южнославянской мифологии мифологизированный образ земного царя («цар на земли» в двух сербских сказках), противопоставляемый Богу на небе. Имя «Дабог» близко к имени демона Даба в сербском фольклоре и названию почитавшейся у сербов горы Дажбог/Dajbog (а также сербохорватским личным именам Daba, Dabic, Dabovic). Всего было зафиксировано две сказки о Дабоге, они записаны в 1860-е годы в Мачванском округе Сербии, и опубликованы на русском языке.
Имя «Дабог», как и восточнославянское Дажьбог, возможно, происходит от сочетания глагола «давать» с именем «бог» как обозначением доли, достатка (бог дающий, дарящий). Другая, более вероятная версия, предполагает связь этого имени (как и имени Дажьбога) с праславянским «дагъ/дажь», т. е. день. Однако сам образ Дабога и его мифологем, дошедший спустя несколько столетий бытования в христианской среде, может быть далёк от первоначального, языческого: по всей вероятности, образ его был демонизирован.